# Hôtel Königshof (Bonn)
L'Hôtel Königshof est fondé à Bonn au XIXe siècle sur les rives du Rhin, fréquenté par les membres des familles nobles de l'Empire allemand. Dans les années 1950 à 1970, il s'agit d'un centre fréquenté par le milieu politique de la capitale fédérale.

## Géographie
L'hôtel se situe dans l'Adenauerallee, à proximité immédiate du Hofgarten et l'Alter Zoll.

## Histoire
Après 1815, l'électorat de Cologne devient une province royale prussienne. Les châteaux de la résidence vacante de "Churfürsten Clemens-August zu Cöln" sont repris par l'université nouvellement créée, bientôt l'une des plus fréquentées d'Allemagne.
L'hôtel, qui s'appelle encore "Grandhotel Royal" à l'époque, avec ses terrasses sur les rives du Rhin, est initialement situé dans le bâtiment du restaurateur Ermekeil, datant de la première moitié du XIXe siècle. Il devient le lieu de rencontre des maisons dirigeantes d'Allemagne, principalement pour voir leurs fils étudiants. En 1872, un nouveau bâtiment hôtelier est construit. Vers 1900, la société Hôtel Actien fusionne avec le Dom-Hotel de Cologne et prend le nom de Königshof. Avec la Première Guerre mondiale et la fin de l'Empire (1918), restent une grande partie des clients étrangers et de la noblesse. Au moment de l'hyperinflation de la république de Weimar, lorsque la demande d'hôtels de luxe baisse, des difficultés financières apparaissent. Après le début de la Seconde Guerre mondiale, l'hôtel sert d'hôpital militaire. Le 18 octobre 1944, il est lourdement détruit lors du bombardement le plus dévastateur de Bonn. Après la guerre, l'hôtel dispose d'une capacité considérablement réduite, mais est toujours considéré comme l'institution la plus prestigieuse de la ville. Pendant quelques années, la villa Adenauerallee 7 est le principal bâtiment.
À l'occasion de la première session du Conseil parlementaire à Bonn, le 1er septembre 1948, qui rédige la Loi fondamentale de la République fédérale d'Allemagne, l'hôtel Königshof est complètement libéré pour l'hébergement et les repas des ministres-présidents des Länder allemands. Les célébrations de la constitution du Bundestag et du Bundesrat le 7 septembre 1949 ainsi que du déjeuner de la première visite d'État au gouvernement fédéral par le secrétaire d’État américain Dean Acheson ont lieu le 13 novembre 1949 à l’hôtel. De juin 1950 au début de 1951, il est la résidence officielle du de l'ambassadeur autrichien Josef Schöner et de 1952 à 1953 de l'envoyé du Panama en République fédérale d'Allemagne.
Après que Bonn est désignée comme siège du gouvernement de la République fédérale, la ville a besoin d'un endroit pour accueillir les invités d'État. En 1954, sur le site de villa Obernier détruit par la guerre, un nouveau bâtiment simple conçu par l'architecte Rudolf Wolters est inauguré avec l'ouverture de l'hôtel à l'occasion de la visite du Premier ministre italien Antonio Segni du 6 au 9 février 1956. Le bâtiment est cofinancé par la République fédérale d'Allemagne, qui a accordé une garantie pour le financement global, car les tâches de représentation du gouvernement fédéral à long terme sans hôtel de rang international ne peuvent être effectuées. L'Hôtel Königshof reçoit le Chah d'Iran, la reine Élisabeth II, ainsi que les présidents américains Kennedy, Nixon et Reagan. Le Königshof continue à être utilisé pour des réceptions, des cérémonies et des conférences du gouvernement fédéral. En mars 1957, après l’établissement des relations diplomatiques entre l'Arabie saoudite et la République fédérale d'Allemagne, l'ambassadeur saoudien s'installe à l’hôtel Königshof. Au début des années 1960, il est la résidence de l'ambassadeur du Pérou. Jusqu'en 1971, il accueille les dîners et les événements de la chancellerie fédérale.
En 2002, la société hôtelière de Cologne Althoff Hotels reprend le Königshof et rénove la résidence pour trois millions d'euros. Pour cela, le groupe Althoff signe un contrat de 20 ans avec le propriétaire, Deutscher Sparkassen- und Giroverband. La maison est gérée par le groupe Ameron.

## Architecture
Le bâtiment sans fioritures et allongé avec un toit plat en croupe est construit dans le style typique des années 1950. Les chambres sont réparties sur quatre étages. Au rez-de-chaussée il y a une grande terrasse côté Rhin, le bâtiment est complètement vitré de ce côté. Au sous-sol, qui descend jusqu'au Rhin, une terrasse de jardin est construite, qui appartient au restaurant Oliveto et à un café. Les 16 axes de fenêtres à l'arrière du bâtiment sont séparés par de fines bandes de pilastres. Les haches de la fenêtre avant avec les fenêtres carrées sont interrompues par un attachement massif. Le rez-de-chaussée est légèrement retiré, de sorte que les étages supérieurs semblent avoir été greffés. L'entrée est protégée par une canopée en saillie du temps.

## Source, notes et références
- (de) Cet article est partiellement ou en totalité issu de l’article de Wikipédia en allemand intitulé « Hotel Königshof (Bonn) » (voir la liste des auteurs).